# American Heist
American Heist è un film del 2014 diretto da Sarik Andreasyan, basato sulla pellicola Gli occhi del testimone del 1959.

## Trama
James deve la vita a suo fratello maggiore Frankie, che ha preso tutta la colpa per un crimine che hanno compiuto insieme. Mentre Frankie è in galera, James riesce a trovare un lavoro e comincia a corteggiare la fidanzata del fratello, Emily. Frankie viene rilasciato ed è senza soldi e senza un posto dove andare; organizza quindi con James una rapina diversa dalle altre.